# Krauter
Als Krauter oder Krauterer – meist mit vorangestelltem „kleiner“ – bezeichnet man abschätzig einen kleinen Handwerksbetrieb und Unternehmen, die mit der technischen und wirtschaftlichen Entwicklung nicht Schritt halten. Der Begriff kommt aus dem Idiom der fahrenden Gesellen und bezeichnete den Handwerksmeister, bei dem sie in Kost und Arbeit standen, wobei die Kost zumeist aus Kraut bestand. Nach einer anderen Herleitung des Südhessischen Wörterbuchs ist ein Krauter ein Mann, der nichts anderes zuwege bringt, als Kraut – also hier das am Wegesrand wachsende Unkraut – zu sammeln und es an sein Kleinvieh zu verfüttern.
Regional ist das Wort weit verbreitet und in der Bedeutung vielfältig und reich entfaltet. So bezeichnet man in einigen Regionen Deutschlands damit auch einen Sonderling. Während der Weltkriege war unter US-amerikanischen Soldaten der Begriff Kraut als abwertende Bezeichnung für deutsche Soldaten häufig in Gebrauch.
In Gegenden Deutschlands, in denen traditionell viel Weißkohl angebaut, zu Sauerkraut verarbeitet und auf Märkten verkauft wird, wurden die damit beschäftigten Bauern als Krauter bzw. Krauterer bezeichnet, die ihr Produkt – wie z. B. in Regensburg – auf dem  Krauterermarkt verkauften.